# Studio Arnhem
Studio Arnhem was een in 1980 opgericht collectief van "plaatjesmakers", zoals zij zichzelf noemden. Strips, teksten en cartoons waren het handelsmerk van deze Arnhemse groep kunstenaars bestaande uit Hanco Kolk, Aloys Oosterwijk, Ben Jansen, Evert Geradts en René Meulenbroek.
Studio Arnhem heeft op de Nederlandse strip van de jaren tachtig en jaren negentig een grote impact gehad. In latere jaren sloten bovendien diverse andere tekenaars, waaronder Gerard Leever, zich bij het collectief aan. De werkelijk collectieve producties van de studio waren met name Otto Raaf (gepubliceerd in Het Parool) en Ernst Vrolijk (gepubliceerd in Robbedoes). Individuele strips die hun oorsprong vonden in de studio waren onder andere Gilles de Geus (Kolk) en Cor Morelli / Willems Wereld (Oosterwijk).
De eerste bezetting van Studio Arnhem heeft ongeveer zeven jaar bestaan.
Na het uiteenvallen van de originele Studio ging Ben Jansen met een nieuwe groep collega's nog jaren door onder dezelfde naam.